# Williams FW07
Williams FW07 (и его модификации FW07B, FW07C и FW07D) — гоночный автомобиль команды Williams, участвовавший в гонках чемпионата мира Формулы-1 с 1979 по 1982 год, и в британском чемпионате Ф-1 1980 и 1982 годов.

## История

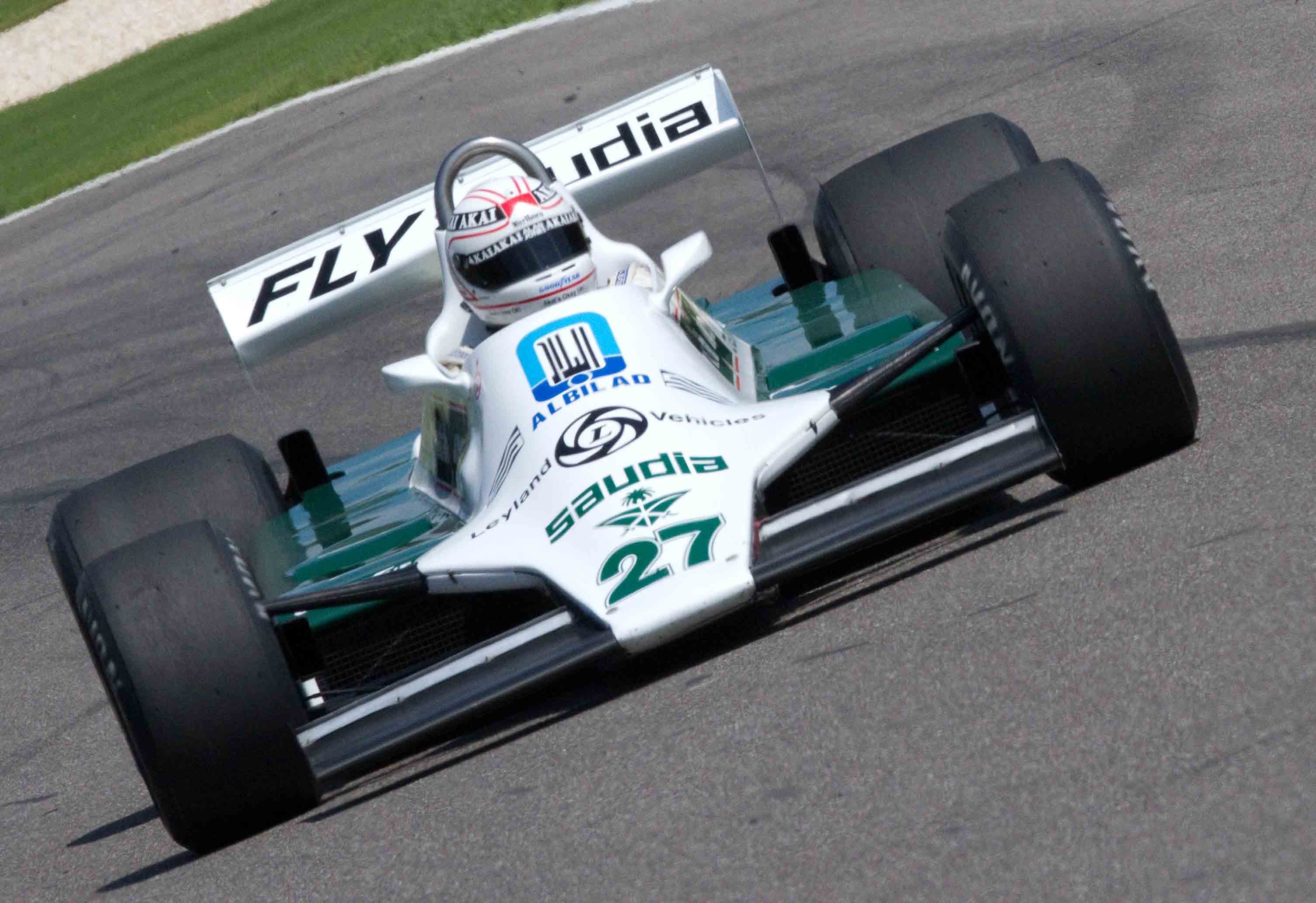
Шасси FW07 в 2010 году в Barber Motorsports Park.

Первые гонки сезона 1979 года гонщики команды провели на старом Williams FW06, который уже не мог конкурировать с машинами, построенными с применением граунд-эффекта. В это время Патрик Хэд заканчивал работу над новой моделью FW07, построенной по образу чемпионского Lotus 79. Автомобиль получился похожим на FW06, имел ту же коробку передач и двигатель, кузов был сделан из проверенного сотового алюминия, а не из входящего в моду углеволокна. Однако вся конструкция была тщательно проработана, даже мелким деталям было уделено много внимания.
Дебют нового болида состоялся на Гран-при Испании 1979. FW07 позволил команде Фрэнка Уильямса выиграть 2 Кубка конструкторов, а Алану Джонсу - титул Чемпиона мира.
Конструкция автомобиля оказалась настолько удачной, что позволила с небольшими доработками продержаться в Формуле-1 до середины сезона 1982 года. Всего модификации FW07 одержали 15 побед в Гран-при, завоевали 8 поулов, показали 15 быстрейших кругов и набрали ровно 300 очков.
Существовала версия FW07D, которая имела 4 колеса сзади и 2 спереди. Также тестировалась версия болида без подвески, однако от такой идеи было решено отказаться.
Также в общей сложности четверо пилотов на модели в версиях FW07 и FW07B принимали участие в британском чемпионате Ф-1 1980 и 1982 годов. При этом Эмилио де Вильота и Элисео Саласар заняли два первых места в чемпионате 1980 года, выиграв 8 гонок из 12-ти, и взяв поулы на всех этапах.

## Результаты в гонках
| Год  | Шасси               | Двигатель         | Шины | Пилоты    | 1    | 2    | 3    | 4    | 5    | 6    | 7    | 8   | 9    | 10   | 11  | 12   | 13  | 14   | 15   | 16  | Место | Очки |
| ---- | ------------------- | ----------------- | ---- | --------- | ---- | ---- | ---- | ---- | ---- | ---- | ---- | --- | ---- | ---- | --- | ---- | --- | ---- | ---- | --- | ----- | ---- |
| 1979 | Williams FW07       | Ford Cosworth DFV | G    |           | АРГ  | БРА  | ЮАР  | СШЗ  | ИСП  | БЕЛ  | МОН  | ФРА | ВЕЛ  | ГЕР  | АВТ | НИД  | ИТА | КАН  | США  |     | 2     | 75*  |
| 1979 | Williams FW07       | Ford Cosworth DFV | G    | Джонс     |      |      |      |      | Сход | Сход | Сход | 4   | Сход | 1    | 1   | 1    | 9   | 1    | Сход |     | 2     | 75*  |
| 1979 | Williams FW07       | Ford Cosworth DFV | G    | Регаццони |      |      |      |      | Сход | Сход | 2    | 6   | 1    | 2    | 5   | Сход | 3   | 3    | Сход |     | 2     | 75*  |
| 1980 | Williams FW07 FW07B | Ford Cosworth DFV | G    |           | АРГ  | БРА  | ЮАР  | СШЗ  | БЕЛ  | МОН  | ФРА  | ВЕЛ | ГЕР  | АВТ  | НИД | ИТА  | КАН | США  |      |     | 1     | 120  |
| 1980 | Williams FW07 FW07B | Ford Cosworth DFV | G    | Джонс     | 1    | 3    | Сход | Сход | 2    | Сход | 1    | 1   | 3    | 2    | 11  | 2    | 1   | 1    |      |     | 1     | 120  |
| 1980 | Williams FW07 FW07B | Ford Cosworth DFV | G    | Ройтеман  | Сход | Сход | 5    | Сход | 3    | 1    | 6    | 3   | 2    | 3    | 4   | 3    | 2   | 2    |      |     | 1     | 120  |
| 1981 | FW07C               | Ford Cosworth DFV | G    |           | СШЗ  | БРА  | АРГ  | САН  | БЕЛ  | МОН  | ИСП  | ФРА | ВЕЛ  | ГЕР  | АВТ | НИД  | ИТА | КАН  | СИЗ  |     | 1     | 95   |
| 1981 | FW07C               | Ford Cosworth DFV | G    | Джонс     | 1    | 2    | 4    | 12   | Сход | 2    | 7    | 17  | Сход | 11   | 4   | 3    | 2   | Сход | 1    |     | 1     | 95   |
| 1981 | FW07C               | Ford Cosworth DFV | G    | Ройтеман  | 2    | 1    | 2    | 3    | 1    | Сход | 4    | 10  | 2    | Сход | 5   | Сход | 3   | 10   | 8    |     | 1     | 95   |
| 1982 | FW07C               | Ford Cosworth DFV | G    |           | ЮАР  | БРА  | СШЗ  | САН  | БЕЛ  | МОН  | ДЕТ  | КАН | НИД  | ВЕЛ  | ФРА | ГЕР  | АВТ | ШВА  | ИТА  | СИЗ | 4     | 54*  |
| 1982 | FW07C               | Ford Cosworth DFV | G    | Ройтеман  | 2    | Сход |      |      |      |      |      |     |      |      |     |      |     |      |      |     | 4     | 54*  |
| 1982 | FW07C               | Ford Cosworth DFV | G    | Росберг   | 5    | ДСК  | 2    |      |      |      |      |     |      |      |     |      |     |      |      |     | 4     | 54*  |
| 1982 | FW07C               | Ford Cosworth DFV | G    | Андретти  |      |      | Сход |      |      |      |      |     |      |      |     |      |     |      |      |     | 4     | 54*  |

* 4 очка в 1979 набрано на FW06
* 44 очка в 1982 набрано на FW08
| Легенда к таблице |                                                                    |
| --- | ------------------------------------------------------------------ |
| В таблице перечислены результаты всех Гран-при Формулы-1, в которых использовался автомобиль. Строками таблицы являются сезоны, столбцами — этапы чемпионата мира. В каждой клетке указаны сокращённое название этапа и результат, дополнительно обозначенный цветом. Расшифровка обозначений и цветов представлена в нижеследующей таблице. |                                                                    |
| \| Пример \| Описание \| \| ------------ \| ------------------------------------------------------------------ \| \| 1 \| Победитель \| \| 2 \| Второе место \| \| 3 \| Третье место \| \| 5 \| Финишировал, заработав очки \| \| Сход \| Не финишировал, но при этом заработал очки \| \| 12 \| Финишировал, не получив очков \| \| НКЛ \| Финишировал, но не попал в финальную классификацию \| \| 15 \| Участвовал вне зачёта, либо по отдельной классификации \| \| 18 \| Не финишировал, но попал в финальную классификацию \| \| Сход \| Не финишировал \| \| НКВ \| Не прошёл квалификацию \| \| НПКВ \| Не прошёл предквалификацию \| \| ДСК \| Дисквалифицирован \| \| ИСК \| Исключён из протокола соревнований \| \| ТТ \| Заявлен для участия только в тренировках \| \| НС \| Участвовал в квалификации, но не стартовал в гонке \| \| Т \| Травмирован или болен \| \| ОТК \| Отказ от участия \| \| НТР \| Прибыл на соревнования, но на трассу не выезжал \| \| НПР \| Был заявлен в числе участников, но не прибыл к началу соревнований \| \| О \| Соревнования отменены \| \| \| Не участвовал \| \| Поул-позиция \| \| \| Быстрый круг \| \| |                                                                    |
| Пример | Описание                                                           |
| 1 | Победитель                                                         |
| 2 | Второе место                                                       |
| 3 | Третье место                                                       |
| 5 | Финишировал, заработав очки                                        |
| Сход | Не финишировал, но при этом заработал очки                         |
| 12 | Финишировал, не получив очков                                      |
| НКЛ | Финишировал, но не попал в финальную классификацию                 |
| 15 | Участвовал вне зачёта, либо по отдельной классификации             |
| 18 | Не финишировал, но попал в финальную классификацию                 |
| Сход | Не финишировал                                                     |
| НКВ | Не прошёл квалификацию                                             |
| НПКВ | Не прошёл предквалификацию                                         |
| ДСК | Дисквалифицирован                                                  |
| ИСК | Исключён из протокола соревнований                                 |
| ТТ | Заявлен для участия только в тренировках                           |
| НС | Участвовал в квалификации, но не стартовал в гонке                 |
| Т | Травмирован или болен                                              |
| ОТК | Отказ от участия                                                   |
| НТР | Прибыл на соревнования, но на трассу не выезжал                    |
| НПР | Был заявлен в числе участников, но не прибыл к началу соревнований |
| О | Соревнования отменены                                              |
| | Не участвовал                                                      |
| Поул-позиция |                                                                    |
| Быстрый круг |                                                                    |